# Atriplex
Atriplex es un género con 100-200 especies de plantas muy variables y ampliamente distribuidas. Se las conoce por plantas de sal ya que son tolerantes en el contenido de sal en la tierra y de ahí deriva su nombre, si bien en México reciben en general el nombre de abanico. Es muy usada en la repoblación de terrenos salinos, como en las zonas costeras y desiertos, e incluso zonas pantanosas, incluyéndose para esta tarea la Halófita. Muchas especies son comestibles, siendo la más usual la A. hortensis, y también para alimentar larvas de Lepidoptera. También es usada como planta ornamental en jardines.

## Descripción
Son hierbas o arbustos, farinosos o glabras, a menudo blanquecinas, con hojas generalmente planas, opuestas o alternas, monoica raramente dioica. Las flores polígamas, generalmente unisexuales, en racimos axilares o terminales, formando un pico o inflorescencia paniculada. Utrículo normalmente encerrado en brácteas, pericarpio membranoso, sobre todo libre o casi, las semillas generalmente verticales, horizontales o raramente pendulares (sobre todo en los que tienen perianto).

## Taxonomía
El género fue descrito por Carlos Linneo  y publicado en Species Plantarum 2: 1052–1054. 1753.
Etimología
Atriplex: nombre genérico latino con el que se conoce a la planta.

## Especies
- Atriplex acadiensis Taschereau

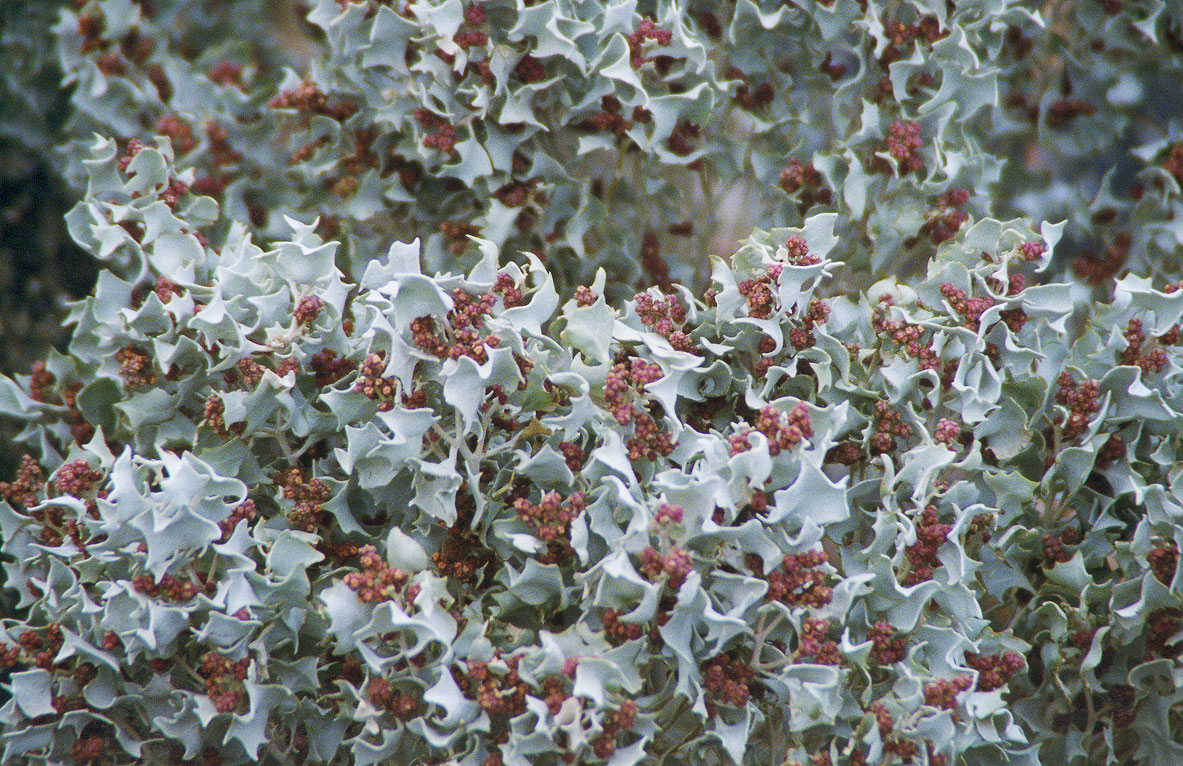
Atriplex hymenelytra.

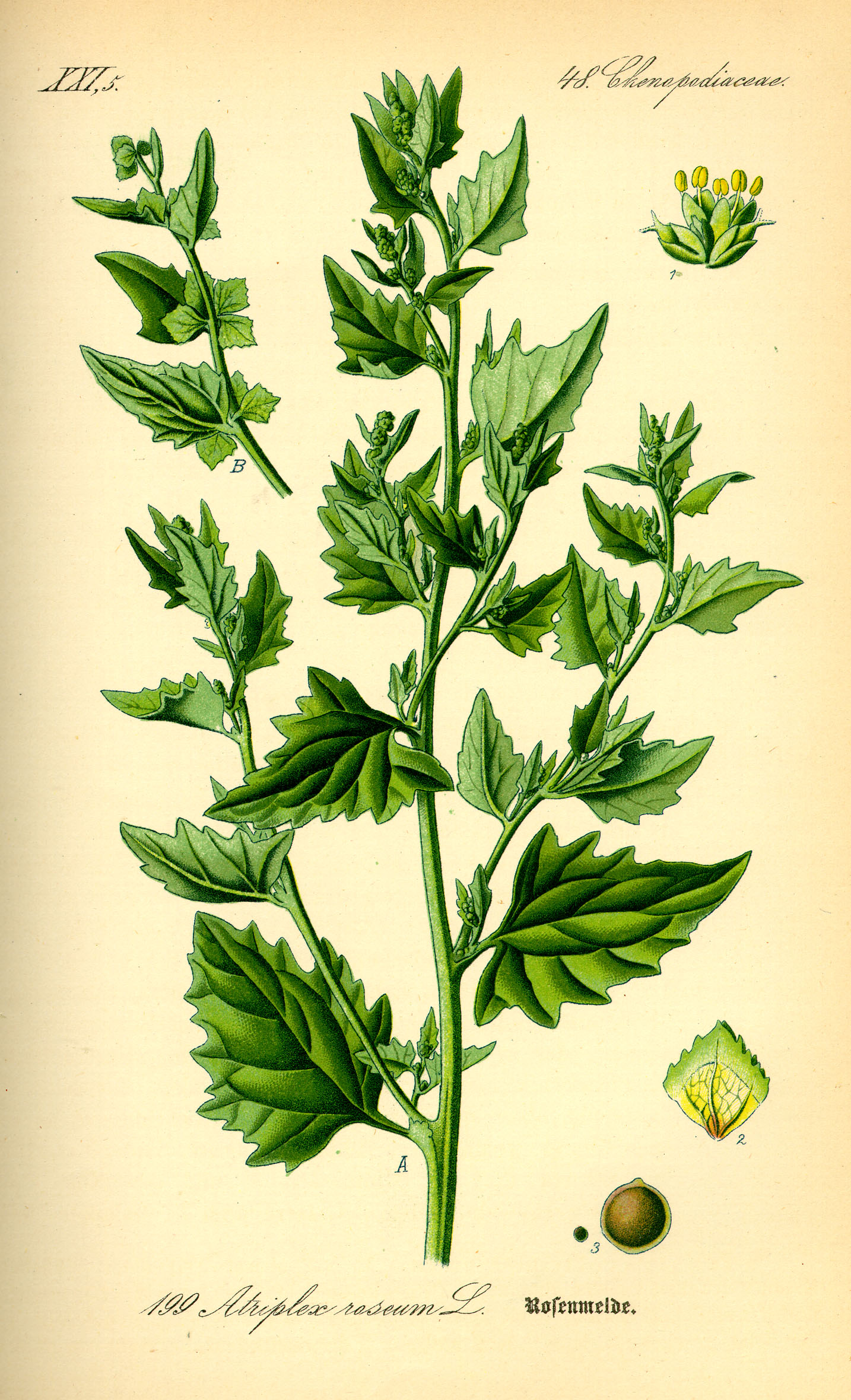
Atriplex rosea.

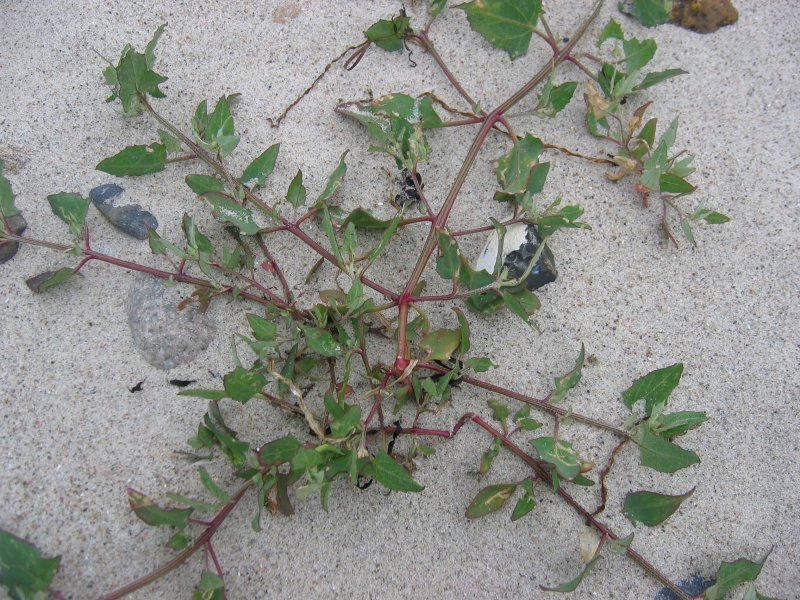
una Atriplexen las playas del mar Báltico.

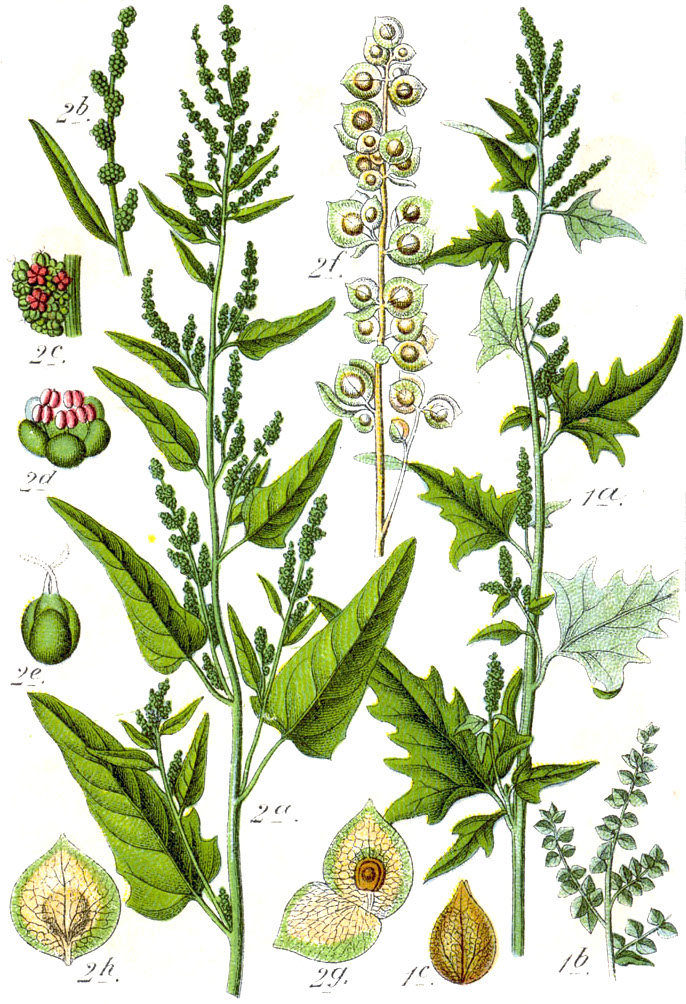
Izquierda: A. hortensis
derecha: A. sagittata, Ilustraciones.

- Atriplex acanthocarpa (Torr.) S. Wats.
- Atriplex alaskensis S. Wats.
- Atriplex amnicola
- Atriplex × aptera A. Nels. (pro sp.)
- Atriplex argentea Nutt.
- Atriplex asterocarpa Stutz, Chu et Sanderson
- Atriplex barclayana (Benth.) D. Dietr.
- Atriplex bonnevillensis C.A. Hanson
- Atriplex calotheca
- Atriplex canescens (Pursh) Nutt.
- Atriplex chenopodioides
- Atriplex cinerea Poir.
- Atriplex confertifolia (Torr. et Frém.) S. Wats.
- Atriplex cordulata Jepson
- Atriplex coronata S. Wats.
- Atriplex corrugata S. Wats.
- Atriplex coulteri (Moq.) D. Dietr.
- Atriplex cristata Humb. et Bonpl. ex Willd.
- Atriplex cuneata A. Nels.
- Atriplex depressa Jepson
- Atriplex drymarioides Standl.
- Atriplex eardleyae Aellen
- Atriplex elegans (Moq.) D. Dietr.
- Atriplex erecticaulis Stutz, Chu et Sanderson
- Atriplex falcata (M.E. Jones) Standl.
- Atriplex franktonii Taschereau
- Atriplex fruticulosa Jepson
- Atriplex gardneri (Moq.) D. Dietr.
- Atriplex garrettii Rydb.
- Atriplex glabriuscula Edmondston
- Atriplex gmelinii C.A. Mey. ex Bong.
- Atriplex graciliflora M.E. Jones
- Atriplex griffithsii Standl.
- Atriplex halimus L., arroche marine
- Atriplex hastata
- Atriplex heterosperma
- Atriplex holocarpa F. Muell.
- Atriplex hortensis L.
- Atriplex hymenelytra (Torr.) S. Wats.
- Atriplex johnsonii
- Atriplex johnstonii C.B. Wolf
- Atriplex klebergorum M.C. Johnston
- Atriplex laciniata L.
- Atriplex lampa (Moq.) Gillies ex Small
- Atriplex lentiformis (Torr.) S. Wats.
- Atriplex leucophylla (Moq.) D. Dietr.
- Atriplex lindleyi Moq.
- Atriplex littoralis L.
- Atriplex longipes
- Atriplex matamorensis A. Nels.
- Atriplex maximowicziana Makino
- Atriplex micrantha Ledeb.
- Atriplex minuscula Standl.
- Atriplex minuticarpa Stutz et Chu
- Atriplex muelleri Benth.
- Atriplex navajoensis C.A. Hanson
- Atriplex ×neomexicana Standl. (pro sp.)
- Atriplex nitens Schkuhr
- Atriplex nudicaulis Boguslaw
- Atriplex nummularia Lindl.
- Atriplex nuttallii S. Wats.
- Atriplex oblongifolia Waldst. et Kit.
- Atriplex obovata Moq.
- Atriplex ×odontoptera Rydb. (pro sp.)
- Atriplex pachypoda Stutz et Chu
- Atriplex pacifica A. Nels.
- Atriplex parishii S. Wats.
- Atriplex parryi S. Wats.
- Atriplex patula L.
- Atriplex persistens Stutz et Chu
- Atriplex phyllostegia (Torr. ex S. Wats.) S. Wats.
- Atriplex plebeja
- Atriplex polycarpa (Torr.) S. Wats.
- Atriplex powellii S. Wats.
- Atriplex praecox
- Atriplex prostrata Bouchér ex DC.
- Atriplex pusilla (Torr. ex S. Wats.) S. Wats.
- Atriplex rhagodioides F. Muell.
- Atriplex rosea L.
- Atriplex saccaria S. Wats.
- Atriplex sagittifolia
- Atriplex semibaccata R. Br.
- Atriplex serenana A. Nels.
- Atriplex sibirica L.
- Atriplex spinifera J.F. Macbr.
- Atriplex suberecta I. Verd.
- Atriplex subspicata (Nutt.) Rydb.
- Atriplex subtilis Stutz et Chu
- Atriplex tatarica L.
- Atriplex tenuissima A. Nels.
- Atriplex texana S. Wats.
- Atriplex torreyi (S. Wats.) S. Wats.
- Atriplex tridentata Kuntze
- Atriplex truncata (Torr. ex S. Wats.) Gray
- Atriplex tularensis Coville
- Atriplex vallenarensis M.Rosas
- Atriplex vallicola Hoover
- Atriplex vesicaria Heward ex Benth.
- Atriplex wardii Standl.
- Atriplex watsonii A. Nels.
- Atriplex welshii C.A. Hanson
- Atriplex wolfii S. Wats.
- Atriplex wrightii S. Wats.

## Especies de lepidópteros alimentados conAtriplex

### Especiesmonofágicasque se alimentan exclusivamente conAtriplex
- Coleophora:

- C. crassicornella (se alimenta de A. halimus)
- C. moeniacella (se alimenta de A. vestita)
- C. plurifoliella (se alimenta de A. halimus)
- C. serinipennella
- C. vestianella

### Especies polifágicas que se alimentan conAtriplexademás de otras plantas
- Timandra comae
- Coleophora:

- C. adspersella
- C. annulatella
- C. atriplicis
- C. parthenica (en la lista como A. halimus)
- C. salinella
- C. saxicolella
- C. sternipennella
- C. versurella (en la lista comoA. littoralis)

- El Nutmeg (Discestra trifolii)

## Imágenes
Atriplex hymenelytra:

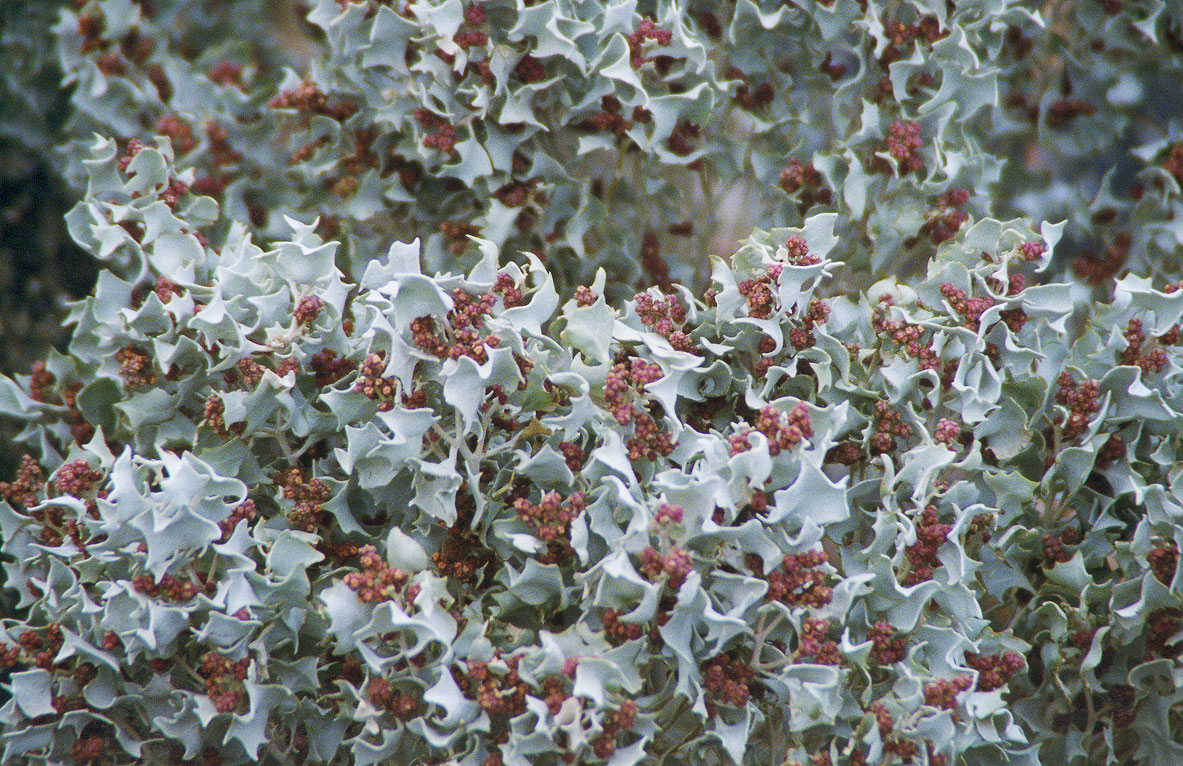
En el valle de la Muerte, cerca del cráter
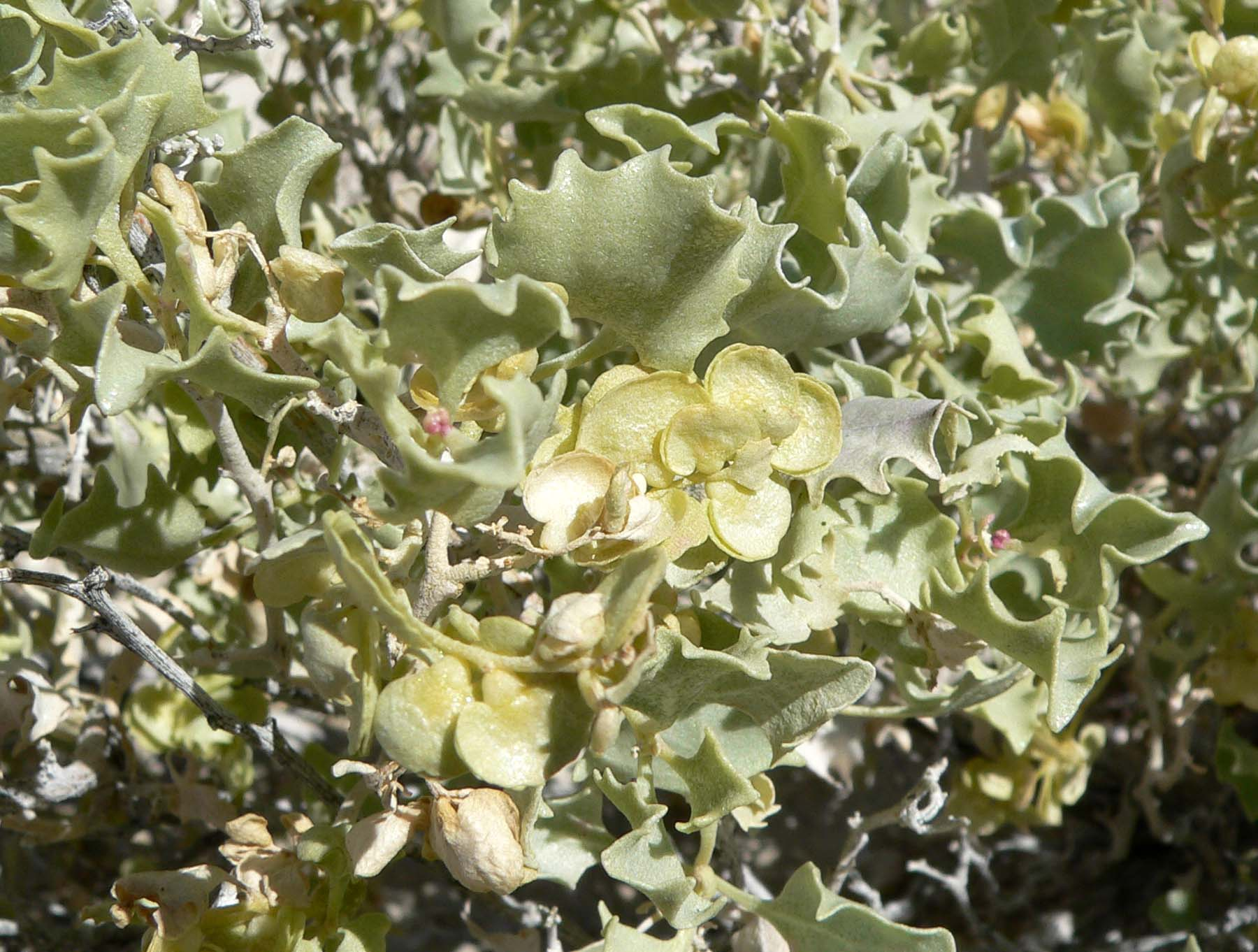
Brakteen cubren las frutas
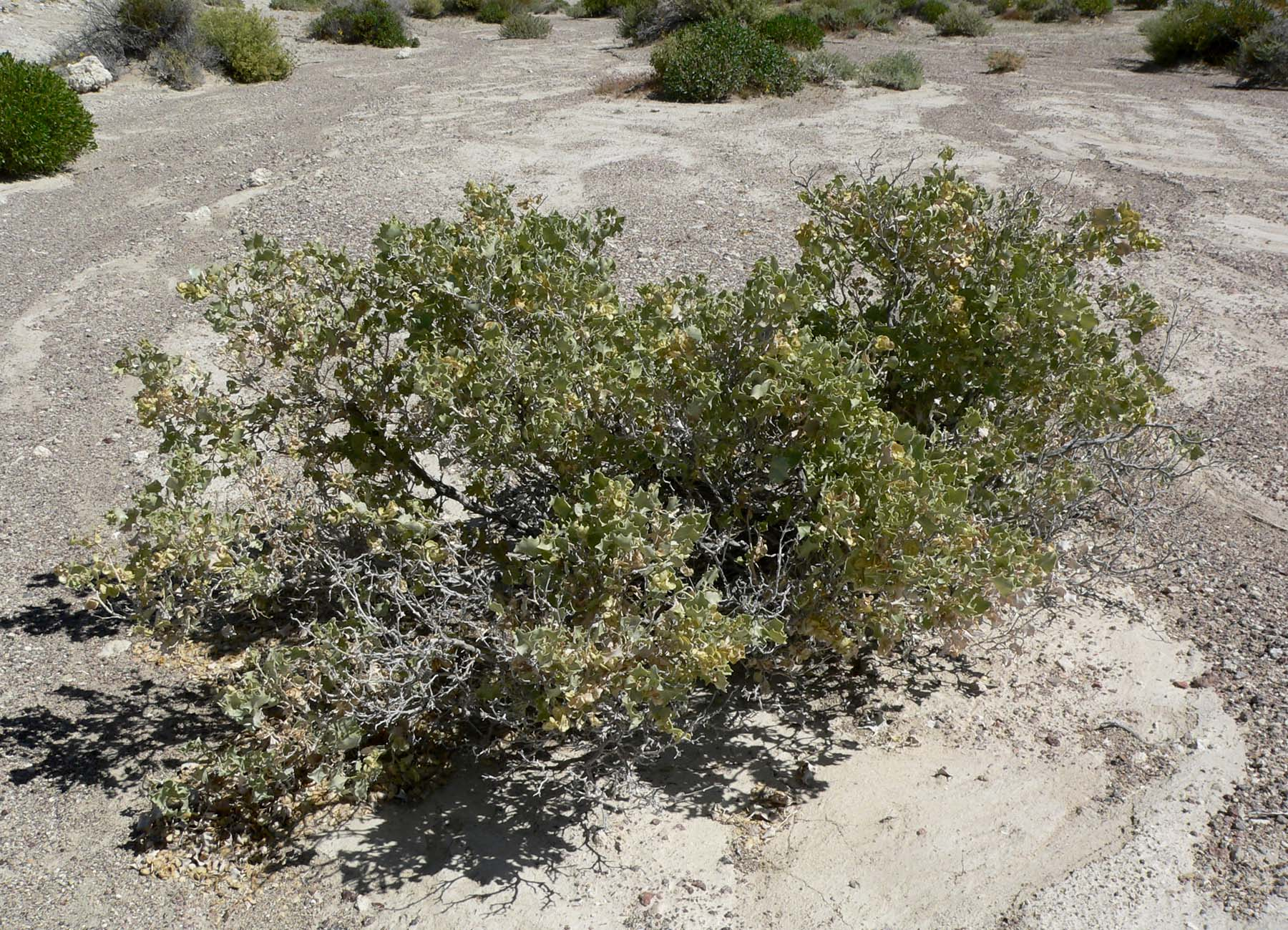
Hábito

Otros tipos: